# Абдулменаф Беджети
Абдулменаф Беджети (на албански: Abdulmenaf Bedjeti; на македонска литературна норма: Абдулменаф Беџети) е професор, икономист, академик на Македонската академия на науките и изкуствата, министър на урбанизацията, строителството, транспорта и екологията на Република Македония от 1997 до 1998 г.

## Биография
Роден е на 2 юли 1959 г. в Мала речица. Завършва основното си и средно образование в Тетово. През 1982 г. завършва Икономическия факултет на Прищинския университет. От 1983 до 1987 г. работи в ТПТ „Техно-Промет“ в Тетово. От 1987 г. е финансов инспектор в СОК – филиал Тетово. На следващата година става висш инспектор на СОК за Македония. През март 1994 г. е назначен за заместник-директор на Управлението за обществени приходи. Между май 1995 и февруари 1996 г. е негов директор. От 29 май 1997 до 30 ноември 1998 г. е министър на урбанизацията, строителството, транспорта и екологията.
През 1999 г. завършва магистратура на тема „Структурата на публичните разходи в Република Македония и възможностите за рационализиране“. През 2002 г. защитава докторска дисертация под ръководството на проф. д-р Живко Атанасовски на тема „Обществените разходи в съвременните държави и в Република Македония – аспекти на рационализация и оптимизация“. От 2015 г. е президент на футболния клуб ФК Шкендия от Тетово.